# Kurt Bartels (Genealoge)

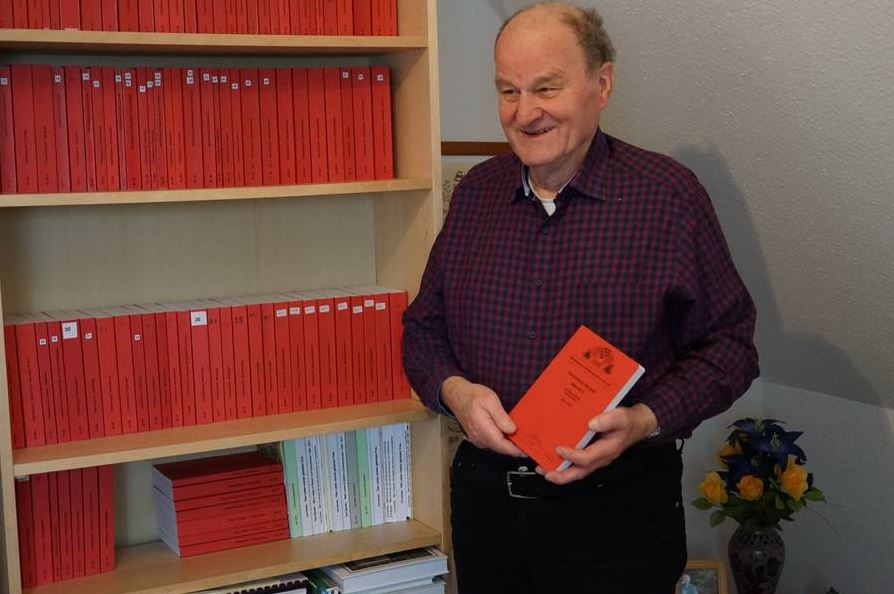
Kurt Bartels mit seinen Ortsfamilienbüchern

Kurt Bartels (* 20. März 1940 in Haldensleben) ist ein deutscher Genealoge und Autor. Er ist der Verfasser von 98 (inkl. Zweit- und Drittauflagen) Ortsfamilienbüchern der Magdeburger Börde in Sachsen-Anhalt und Träger der Johann-Christoph-Gatterer-Medaille in Silber.

## Leben
Kurt Bartels wurde als zweites von drei Kindern von seinem Vater Kurt Heinrich Bartels in Haldensleben geboren. Dieser verließ, nach Verbüßen einer Untersuchungshaft als politischer Häftling, die DDR in den 1950er Jahren. Seine Familie folgte ihm wenig später zunächst nach Helmstedt. Später zog die Familie in den Westerwald, wo der Vater als Keramikmaler arbeitete. Nach seiner Schulzeit machte Kurt Bartels eine Ausbildung zum Schlosser. Diesen Beruf übte er einige Zeit aus, bis er nach dem Grundwehrdienst Berufssoldat bei der Bundesmarine wurde. Als Waffenfachmann für Marinerohrwaffen lebte er fortan in Kappeln, wo er 20 Jahre lang Ausbilder an der Ellenberger Marinewaffenschule war. Diesen Beruf übte er bis zur vorzeitigen Pensionierung 1992 aus. Im selben Jahr wurde er Mitglied der Arbeitsgemeinschaft für mitteldeutsche Familienforschung.

## Werke
Ab 1990 bis 1996 beschäftigte sich Bartels vorrangig mit der Forschung zu seiner eigenen Familie. Dies wurde erst durch die Maueröffnung ermöglicht, da die benötigten Kirchenbücher in Hundisburg, Sachsen-Anhalt gelagert wurden. Ab 1996 begann er Ortsfamilienbücher für Gemeinden seiner Heimat zu erarbeiten. Die ersten 13 Bücher wurden 2004 bei der Arbeitsgemeinschaft für mitteldeutsche Familienforschung e.V. veröffentlicht. Das erste Buch beschäftigt sich mit Erxleben, gefolgt von Büchern zu Süplingen und Wegenstedt. Bis 2020 wuchs die Zahl der Veröffentlichungen auf 98 Bücher an, die fast flächendeckend die Gemeinden der Magdeburger Börde abbilden. Im Jahr 2010 veröffentlichte Bartels eine umfangreiche Chronik zum Herkunftsort seiner Vorfahren Hakenstedt. Diese erschien in einer stark erweiterten zweiten Auflage 2017 in zwei Bänden. In einem Interview mit der Volksstimme Magdeburg berichtete Bartels 2020, dass seine letzten Werke die Orte Ohrsleben, Wellen, Dreileben und Ammensleben behandeln, er diese aber nicht mehr veröffentlichen wird. Er drückte hierbei seine Enttäuschung über die Verbreitung von Kopien seiner Bücher im Internet aus. Zuletzt hatte Bartels 2018 das Familienbuch zu Irxleben veröffentlicht.

## Ehrungen
- Johann-Christoph-Gatterer-Medaille in Silber der Göttinger Genealogischen-Heraldischen Gesellschaft (2018)[4][5]
- Ehrenmitglied der AMF 2010
- Ehrenmitglied der Arbeitsgemeinschaft Genealogie Magdeburg 2019
- Goldenes Lehrheft für höhere Mathematik 1969 vom Hamburger Fernlehrinstitut
- Ehrenkreuz der Bundeswehr in Gold 1986
- Nennung unter den Söhnen und Töchtern der Stadt Haldensleben 2020[6]

## Privates
Kurt Bartels ist ein Enkel des Lyrikers Otto Richard Bartels.